# NGC 12
NGC 12は、うお座の方角に存在する渦巻銀河である。1790年12月6日にウィリアム・ハーシェルによって発見された。